# Marek Tomala
Marek Grzegorz Tomala (ur. 25 kwietnia 1986 w Sandomierzu, zm. 21 grudnia 2011 w Ghazni w Afganistanie) – polski żołnierz, starszy szeregowy Wojska Polskiego, poległ podczas wykonywania zadania bojowego w czasie X zmiany Polskich Sił Zadaniowych ISAF w Afganistanie, pośmiertnie awansowany na stopień sierżanta.

## Życiorys
Marek Tomala urodził się 25 kwietnia 1986 r. w Sandomierzu. Pochodził z Zabełcza, małej wsi na Lubelszczyźnie. Szkołę Podstawową ukończył w Janiszowie. Miał troje rodzeństwa, dwie siostry i brata.

### Przebieg służby wojskowej
W 2006 r. rozpoczął służbę wojskową w 20 Brygadzie Zmechanizowanej na stanowisku kucharza w drużynie gospodarczej plutonu zabezpieczenia kompanii logistycznej. W 2009 r. pełnił służbę w misji ONZ na Wzgórzach Golan w Polskim Kontyngencie Wojskowym w Syrii. W 2011 r. pełnił służbę w X zmianie misji w Polskim Kontyngencie Wojskowym w Afganistanie, gdzie był w Zespole Odbudowy Prowincji (PRT). Zadaniem jego była ochrona specjalistów zajmujących się budową infrastruktury i pomocą lokalnej ludności.

### Śmierć, pochówek
21 grudnia 2011 w godzinach porannych w północnej części prowincji Ghazni doszło do ataku na polski patrol, w którym uczestniczył. W wyniku ataku poległo pięciu żołnierzy, w tym starszy szeregowy Marek Tomala. Polegli żołnierze ochraniali specjalistów z zespołu odbudowy prowincji (PRT). W trakcie powrotu z Mauzoleum Abdur Razzaq (w tym mieście doglądali budowy parku dla mieszkańców), gdy patrol zbliżał się do głównej drogi łączącej Kabul z Kandaharem pod pojazdem MRAP (Mine Resistant Ambush Protected) typu M-ATV eksplodował silny improwizowany ładunek wybuchowy. Na miejsce zdarzenia natychmiast wezwano śmigłowce ewakuacji medycznej (MEDEVAC). Do wsparcia patrolu skierowany został również inny patrol wykonujący zadania w południowej części prowincji Ghazni. 24 grudnia 2011 w miejscowości Borów koło Annopola odbyła się ceremonia pogrzebowa. Mszy świętej za zmarłego sierżanta Marka Tomalę przewodniczył ordynariusz diecezji sandomierskiej biskup Krzysztof Nitkiewicz. Homilię wygłosił ks. płk Sławomir Niewęgłowski, proboszcz parafii garnizonowej w Lublinie. W uroczystości pogrzebowej uczestniczył podsekretarz stanu w MON Marcin Idzik, zastępca szefa Sztabu Generalnego Wojska Polskiego gen. broni Sławomir Dygnatowski. Na cmentarzu  w Borowie, parafii pw. Świętego Andrzeja Apostoła, do której należy Zabełcze został odczytany list od Prezydenta RP. Został pośmiertnie awansowany do stopnia sierżanta, odznaczony Krzyżem Kawalerskim Orderu Krzyża Wojskowego oraz Gwiazdą Afganistanu.  Miał 25 lat. Zostawił żonę i 3-letnią córkę. Jego pasją było wędkowanie. 

## Awanse
- starszy szeregowy – ?

(...)
- sierżant – 2011 (pośmiertnie)[5]

## Ordery, odznaczenia i wyróżnienia
- Krzyż Kawalerski Orderu Krzyża Wojskowego – 2011 (pośmiertnie)[1][5]
- Gwiazda Afganistanu – 2011 (pośmiertnie)[5]